# Esplosione di Gërdec
L'esplosione di Gërdec è avvenuta il 15 marzo 2008 quando delle munizioni di un deposito militare, destinate al disarmo, sono esplose nei pressi del villaggio di Gërdec, frazione di Vorë, Albania, provocando 26 vittime e circa 260-300 feriti oltre che il danneggiamento di circa 5 500 edifici.

## Le esplosioni
Intorno a mezzogiorno si è verificata la prima esplosione all'interno di una base militare nei pressi del villaggio di Gërdec (frazione di Vorë), realizzata negli anni della dittatura di Enver Hoxha ed utilizzata come deposito di munizioni in fase di disarmo; secondo quanto riferito dalle autorità albanesi al momento dell'esplosione nel sito erano impiegate almeno 110 persone tra cui anche diversi statunitensi; lo smantellamento dell'arsenale bellico risalente al periodo di Hoxha era tra le principali condizioni per l'ingresso del Paese nella NATO e l'apertura del sito di Gërdec fu deliberata per velocizzare il processo di disarmo e smaltimento. L'onda d'urto della prima esplosione è stata avvertita distintamente a Tirana, dove ha provocato lievi danni all'aeroporto causando anche il fermo dei voli per alcuni minuti, e Durazzo, raggiungendo anche la capitale macedone Skopje, ad oltre 170 chilometri di distanza.
Dopo la prima esplosione si sono susseguite altre piccole esplosioni per diverse ore, che hanno reso più complicate le operazioni di soccorso. Circa 11 feriti sono stati ricoverati in Italia a Bari, Brindisi e Roma mentre circa una decina di altri feriti sono stati trasferiti via aereo in Grecia. Sul posto sono intervenuti oltre 1500 militari e poliziotti ed il Paese ha ricevuto sostegno anche da Austria, Francia, Germania, Kosovo, Macedonia e Montenegro.
Pochi giorni dopo l'incidente il governo ha dichiarato una giornata di lutto nazionale per il 19 marzo e il ministro della difesa Fatmir Mediu ha poi rassegnato le proprie dimissioni. Nel giugno dello stesso anno il presidente della Repubblica Bamir Topi, su proposta del primo ministro Sali Berisha, dopo aver rimosso numerosi ufficiali militari ha sostituito anche il capo di stato maggiore delle Forze armate albanesi Luan Hoxha.

## Indagini e processi

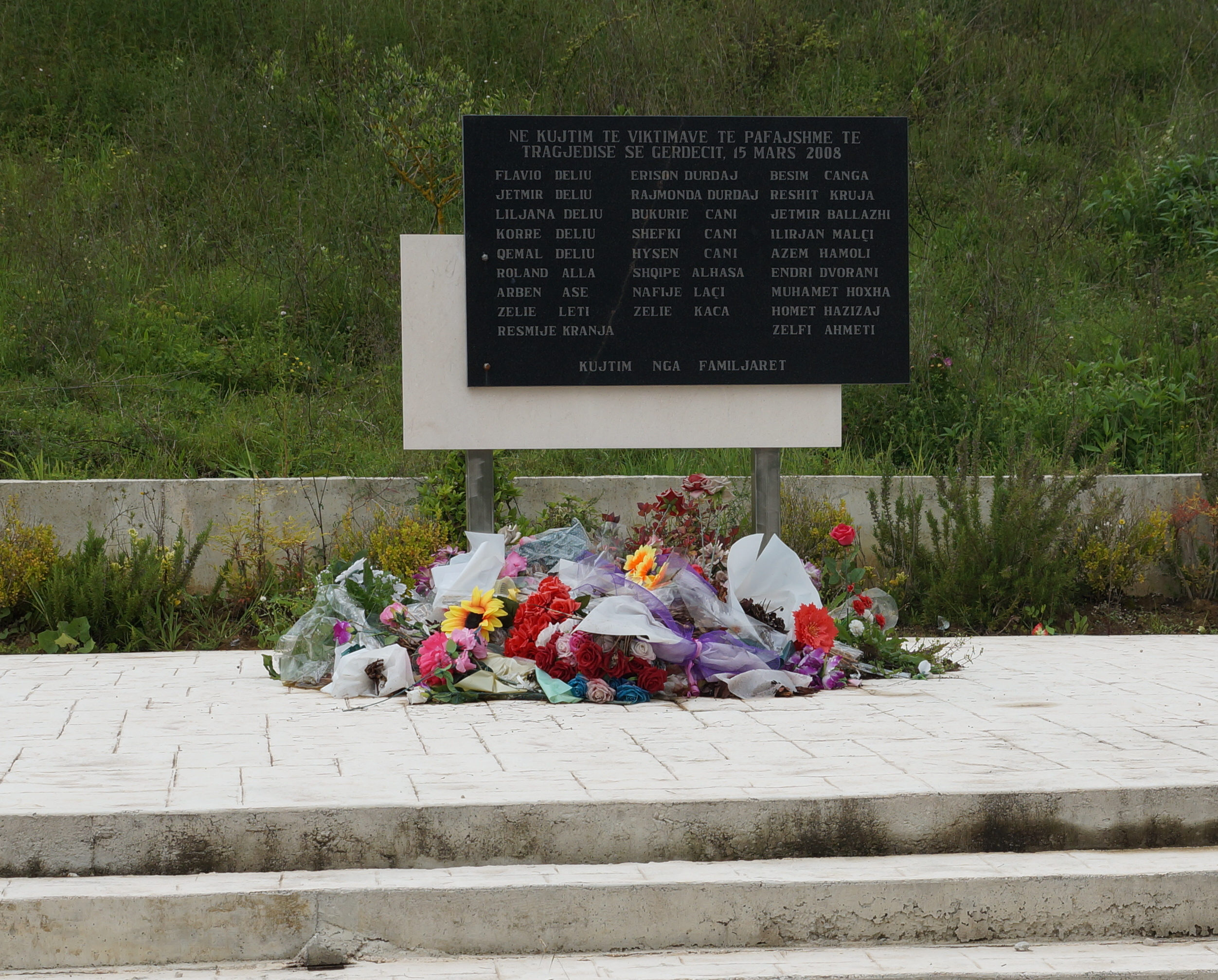
Memoriale per le vittime dell'esplosione a Gërdec

All'indomani della tragedia le autorità albanesi hanno annunciato di aver arrestato tre indagati legati alle società incaricate di disarmare le munizioni con l'accusa di aver violato le misure di sicurezza previste. La procuratrice generale Ina Rama ha richiesto la sospensione dell'immunità parlamentare dell'ex ministro Mediu, accusandolo apertamente di abuso di potere. L'immunità parlamentare di Mediu è stata sospesa ma in seguito alla sua rielezione nel 2009 è tornata in vigore, portando la Corte suprema a chiudere il caso mentre l'ufficio del procuratore generale non ha mosso ulteriori accuse nei suoi confronti. Nell'ambito delle indagini l'imprenditore Kosta Trebicka avrebbe riferito al quotidiano statunitense The New York Times del coinvolgimento della famiglia dell'allora primo ministro Sali Berisha, ed in particolare del figlio di quest'ultimo, Shkëlzen, nella gestione del disarmo delle munizioni di Gërdec ma Trebicka è poi morto in un misterioso incidente d'auto nell'ottobre 2008.
Successivamente il numero complessivo degli imputati, tra cui imprenditori ed ufficiali militari, è salito a 29 con accuse a vario titolo di abuso di potere ed omicidio. Nel 2012 sono stati condannati 19 dei 29 imputati tra cui: Dritan Minxholi, direttore del sito di Gërdec, e Ylli Pinari, capo dell'agenzia albanese per l'esportazione di armi, a 18 anni di reclusione ciascuno, Mihal Delijorgji, proprietario dell'azienda albanese Alba-Demil, a 10 anni di reclusione, e l'ex capo di stato maggiore delle Forze armate albanesi Luan Hoxha a sei anni di reclusione; per i primi tre il pubblico ministero aveva richiesto l'ergastolo. Nel febbraio 2013 la corte d'appello di Tirana ha ridotto le pene per alcuni imputati e nel luglio dello stesso anno la corte suprema ha affermato che non si sarebbe tenuto un ulteriore processo.
Le indagini sull'operato di Mediu sono state riaperte nel 2021 su iniziativa della SPAK dietro richiesta dei familiari delle vittime e nel 2023 l'ex ministro è stato rinviato a giudizio con accuse a vario titolo di abuso di potere per aver favorito nell'assegnazione dei lavori per il disarmo delle munizioni di Gërdec la statunitense Southern Ammunition Co. (SAC) e l'albanese Alba-Demil.
Sempre nel 2021 la Corte europea dei diritti dell'uomo ha accolto il ricorso di un uomo che chiedeva un risarcimento per i danni provocati dall'esplosione, riconoscendogli 7 500 euro di danni.